# Vladan Binić
Vladan Binić (* 25. ledna 1987, Niš, SFR Jugoslávie) je srbský fotbalový záložník, momentálně působící v bosenském klubu FK Leotar Trebinje. Vlastní také české občanství.[zdroj?]

## Fotbalová kariéra
Otcem Vladana je známý fotbalový útočník Dragiša Binić, který hrával za pražskou Slavii. Vladan má českou matku, se kterou v Praze vyrůstal od tří let a má také české občanství. Hrával za mládežnické celky pražské Sparty. Byl také na stáži v Chelsea FC a v roce 2007 přestoupil do srbského klubu FK Napredak Kruševac. Od roku 2010 působil v jednom z nejznámějších srbských klubů – CZ Bělehrad.
Nastupoval také za mládežnické reprezentační výběry.